# Okumeträd

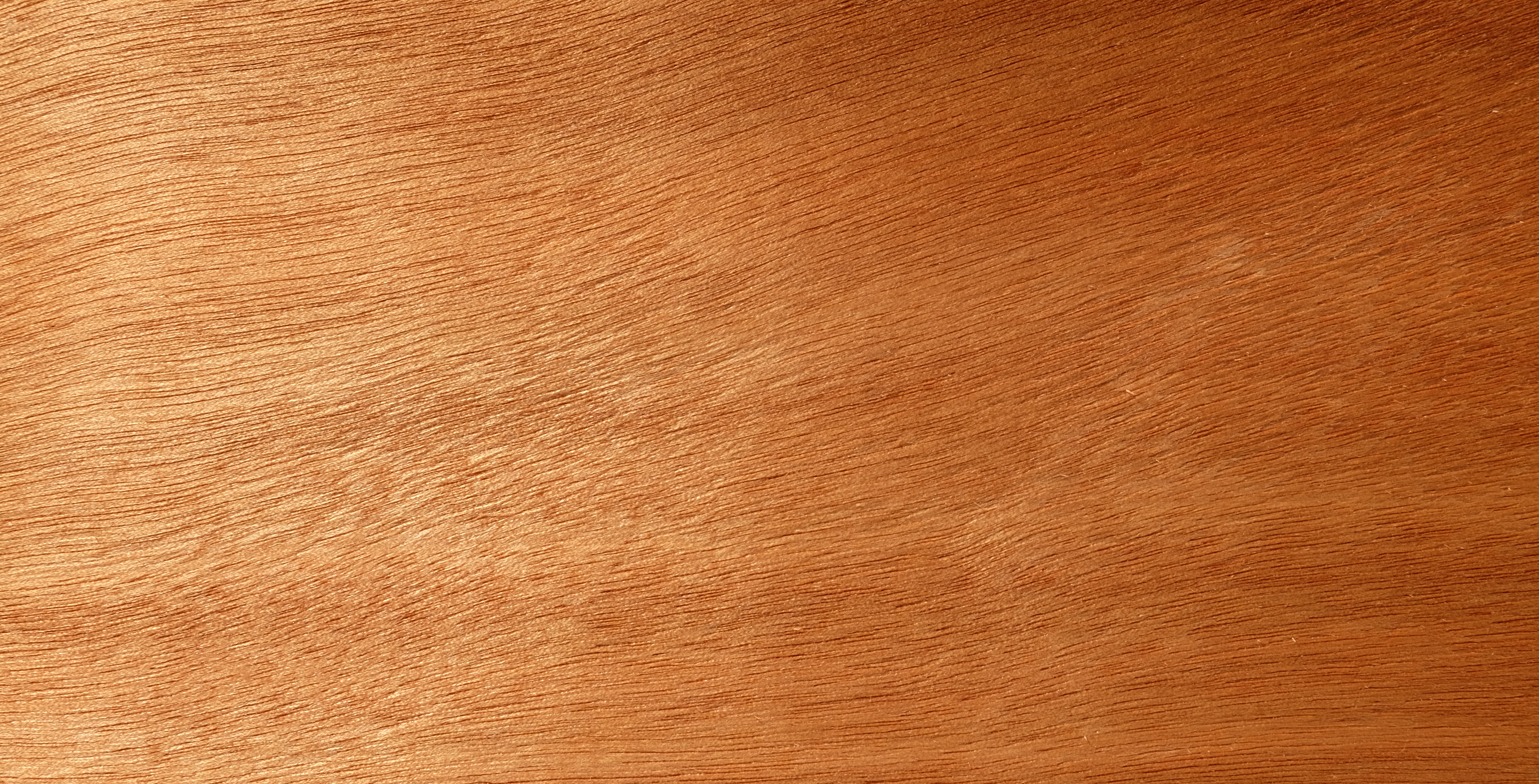
Okumeträd

Okumeträd (Aucoumea klaineana), även kallat Gabon, är ett västafrikanskt högt skogsträd av familjen Burseraceae. Arten är ensam i släktet Aucoumea.

Okumeträdet visas i Gabons statsvapen.

Okumeträdes mjuka, ljusa ved har exporterats till Europa för att användas i cigarrlådor, snickeriarbeten med mera. Trädet har även använts för att utvinna en sorts harts, okumeharts.